# Internierungslager Ch’ŏngjin
Das Internierungslager Ch’ŏngjin (auch Chongjin) ist ein Arbeitslager in Nordkorea für politische Gefangene. Der offizielle Name ist Kwan-li-so (Straflager) Nr. 25.

## Lage
Das Lager liegt im Stadtgebiet von Ch’ŏngjin, Provinz Hamgyŏng-pukto in Nordkorea. Es befindet sich in einem gesperrten Bereich des Stadtteils Suseong (Susŏng-dong) am nördlichen Stadtrand von Ch’ŏngjin, etwa 500 Meter westlich des Flusses Suseong zwischen zwei kleinen Hügeln.

## Beschreibung
Die Gefangenen im Lager Ch’ŏngjin werden lebenslang eingesperrt ohne Hoffnung auf Entlassung. Wie die anderen  Internierungslager für politische Gefangene untersteht auch das Lager Ch’ŏngjin dem Staatssicherheitsministerium. Aber während die anderen Lager zahlreiche Strafkolonien in weiten abgelegenen Bergtälern umfassen, besteht das Lager in Ch’ŏngjin nur aus einem großen Gefängniskomplex, ähnlich den Umerziehungslagern. Das Lager ist etwa 500 Meter lang und 500 Meter breit, umgeben von hohen Mauern mit einigen Wachtürmen. Die Zahl der Gefangenen wird auf mindestens 3000 geschätzt.

## Funktion
Das Lager dient dazu, politische Gefangene aus der Gesellschaft auszuschließen. Die Gefangenen werden zudem mit harter Arbeit ausgebeutet, die sie in den lagereigenen Fabriken leisten müssen. Bekannte nordkoreanische Konsumgüter, wie zum Beispiel Fahrräder der Marke Kalmaegi, werden in Handarbeit hergestellt.

## Menschenrechtssituation
Bis jetzt ist noch keinem Gefangenen des Lagers Ch’ŏngjin die Flucht ins Ausland gelungen, daher gibt es keine Augenzeugenberichte zur Menschenrechtssituation. Ahn Myung-chul (früherer Wachmann im Internierungslager Haengyong) beschreibt das Lager als Gefängnis für hochrangige politische Gefangene, daher kann man von sehr harten Bedingungen ausgehen.

## Gefangene (Augenzeugen)
- Es gibt keine Augenzeugenberichte über das Lager, weil noch keinem Gefangenen Insassen die Flucht aus Nordkorea gelungen ist. Es gibt einige Berichte von nordkoreanischen Flüchtlingen über Gefangene im Lager Ch’ŏngjin.[10][11]
- Kim Kook-jae, 1987 an Bord des Fischerbootes Dong Jin 27 nach Nordkorea entführt (einer von Tausenden von entführten Südkoreanern), starb nach Angaben einer Menschenrechtsorganisation im Lager Ch’ŏngjin.[12]
- Viele Pfarrer, Rückkehrer aus Japan und Verbannte aus Pjöngjang mit ihren Familien werden nach Angaben der 9. Internationalen Konferenz über nordkoreanische Menschenrechte und Flüchtlinge im Lager Ch’ŏngjin festgehalten.[13]
- Nach Angaben von Amnesty International starb 2005 Jin Gyeong-suk in dem Arbeitslager durch Folter.